# Głośnia
Głośnia (łac. glottis, gr. γλοττíς) – trójkątna przestrzeń stanowiąca jedną z anatomicznych części krtani większości ssaków (w tym człowieka), zlokalizowana w jamie pośredniej krtani. Składa się z napinanych przez więzadła głosowe warg głosowych oraz fałdów głosowych, stanowiących ostry brzeg błony śluzowej warg głosowych. Między fałdami głosowymi oraz brzegami chrząstek nalewkowatych znajduje się szpara głośni. Tylny odcinek szpary głośni to część międzychrząstkowa, a przedni międzybłoniasta.
Przy wydychaniu powietrza i odpowiednim ustawieniu fałdów głosowych w głośni powstaje dźwięk. Jeśli fałdy głosowe wibrują, powstaje głoska dźwięczna, natomiast głoska bezdźwięczna jest wydawana, gdy są one rozluźnione.